# Piotr Tokarz
Piotr Tokarz (ur. 1961) – polski aktor.
W 1985 roku ukończył wrocławską filię Wydziału Aktorskiego PWST im. Ludwika Solskiego w Krakowie.

## Filmografia
- 1986: Na kłopoty… Bednarski
- 1987: Cienie
- 1989: Konsul – kolega Wiśniaka w więzieniu
- 1995: Les Milles
- 1997: Marion du Faouët chef des voleurs
- 2004: Fala zbrodni jako „Baxter” (odc. 27)
- 2004-2018: Pierwsza miłość – 3 role: Erwin listonosz; egzaminator w Wojewódzkim Ośrodku Ruchu Drogowego we Wrocławiu, u którego egzamin praktyczny z jazdy oblała Aleksandra Król; sprzedawca w kiosku z prasą
- 2006: Fala zbrodni (odc. 62)
- 2007: Biuro kryminalne jako Stefan Hubertus (odc. 45) (reż. Dominik Matwiejczyk)
- 2010: Zwerbowana miłość jako kierowca auta, mijający Andrzeja na światłach
- 2010: Made in Poland jako pan Witek
- 2012: Galeria – archiwista; odcinki: 59
- 2022: Filip – mężczyzna na ulicy[1]